# Country Music Hall of Fame
A Country Music Hall of Fame a nashville-i székhelyű Country Music Hall of Fame and Museum által 1961-ben létrehozott Country-hírességek Csarnoka, amelynek tagjai közé azokat az előadókat választják meg évről évre, akik nagy hatással voltak a country zene műfajára. Az első évben beiktatott előadók Jimmie Rodgers, Fred Rose és Hank Williams voltak.

## Beiktatott személyek

### 1960-as évek
1961
- Jimmie Rodgers
- Fred Rose
- Hank Williams

1962
- Roy Acuff

1963
Ebben az évben nem iktattak be senkit.
1964
- Tex Ritter

1965
- Ernest Tubb

1966
- Eddy Arnold
- Jim Denny
- George D. Hay
- Uncle Dave Macon

1967
- Red Foley
- Joseph Lee Frank
- Jim Reeves
- Stephen H. Sholes

1968
- Bob Wills

1969
- Gene Autry

### 1970-es évek
1970
- Carter Family
- Bill Monroe

1971
- Arthur E. Satherley

1972
- Jimmie Davis

1973
- Chet Atkins
- Patsy Cline

1974
- Owen Bradley
- Pee Wee King

1975
- Minnie Pearl

1976
- Paul Cohen
- Kitty Wells

1977
- Merle Travis

1978
- Grandpa Jones

1979
- Hubert Long
- Hank Snow

### 1980-as évek
1980
- Johnny Cash
- Connie B. Gay
- Sons of the Pioneers

1981
- Vernon Dalhart
- Grant Turner

1982
- Lefty Frizzell
- Roy Horton
- Marty Robbins

1983
- Little Jimmy Dickens

1984
- Ralph S. Peer
- Floyd Tillman

1985
- Flatt and Scruggs

1986
- The Duke of Paducah
- Wesley Rose

1987
- Rod Brasfield

1988
- Loretta Lynn
- Roy Rogers

1989
- Jack Stapp
- Cliffie Stone
- Hank Thompson

### 1990-es évek
1990
- Tennessee Ernie Ford

1991
- Boudleaux and Felice Bryant

1992
- George Jones
- Frances Preston

1993
- Willie Nelson

1994
- Merle Haggard

1995
- Roger Miller
- Jo Walker-Meador

1996
- Patsy Montana
- Buck Owens
- Ray Price

1997
- Harlan Howard
- Brenda Lee
- Cindy Walker

1998
- George Morgan
- Elvis Presley
- E. W. "Bud" Wendell
- Tammy Wynette

1999
- Johnny Bond
- Dolly Parton
- Conway Twitty

### 2000-es évek
2000
- Charley Pride
- Faron Young

2001
- The Everly Brothers
- Bill Anderson
- Delmore Brothers
- Don Gibson
- Homer and Jethro
- Waylon Jennings
- The Jordanaires
- Don Law
- The Louvin Brothers
- Ken Nelson
- Sam Phillips
- Webb Pierce

2002
- Bill Carlisle
- Porter Wagoner

2003
- Floyd Cramer
- Carl Smith

2004
- Jim Foglesong
- Kris Kristofferson

2005
- Alabama
- Deford Bailey
- Glen Campbell

2006
- Harold Bradley
- Sonny James
- George Strait

2007
- Ralph Emery
- Vince Gill
- Mel Tillis

2008
- Tom T. Hall
- Emmylou Harris
- The Statler Brothers
- Ernest V. "Pop" Stoneman

2009
- Roy Clark
- Barbara Mandrell
- Charlie Mccoy

### 2010-es évek
2010
- Jimmy Dean
- Ferlin Husky
- Billy Sherrill
- Don Williams

2011
- Bobby Braddock
- Reba McEntire
- Jean Shepard

2012
- Garth Brooks
- Hargus "Pig" Robbins
- Connie Smith

2013
- Bobby Bare
- "Cowboy" Jack Clement
- Kenny Rogers

2014
- Hank Cochran
- Mac Wiseman
- Ronnie Milsap

2015
- Jim Ed Brown and The Browns
- The Oak Ridge Boys
- Grady Martin

2016
- Fred Foster
- Charlie Daniels
- Randy Travis

2017
- Alan Jackson
- Jerry Reed
- Don Schlitz

2018
- Ricky Skaggs
- Dottie West
- Johnny Gimble

2019
- Brooks & Dunn
- Ray Stevens
- Jerry Bradley

### 2020-es évek
2020
- Hank Williams Jr.
- Marty Stuart
- Dean Dillon

2021
- Ray Charles
- Pete Drake
- Eddie Bayers
- The Judds

2022
- Jerry Lee Lewis
- Keith Whitley
- Joe Galante

2023
- Tanya Tucker
- Patty Loveless
- Bob McDill